# روشنک (گوینده)
صدیقه سادات رسولی (۱۳۰۷ - ۱۳۹۱) معروف به روشنک گوینده رادیو ایران و برنامه گلها (دائرةالمعارف شعر و موسیقی ایران) بود.

## زندگی‌نامه
روشنک در سال ۱۳۲۷ وارد خدمت در رادیو ایران شد و تا سال ۱۳۳۴ در بخش‌های مختلف گویندگی می‌کرد. او گوینده برنامه گلها  بود و بسیاری از مردم ایران این برنامه را با صدای او که اشعار را به درستی دکلمه می‌کرد، می‌شناسند و تاثیر گویش ایشان در فراگیری اشعار ادبیات فارسی برای مردم هم چنان در اذهان، به عنوان یک خاطره زیبا باقی‌مانده‌است.
تکیه کلام روشنک «پیوسته دلت شاد و لبت خندان باد»، بود.

خانم روشنک در مصاحبه ای در سال ۱۳۵۴ چنین می‌گوید:
«زمانی که می‌خواستم وارد رادیو شوم، ۸۱ نفر جهت گویندگی شرکت کرده بودند که از میان آنان قبول شدم. کسانی که از من امتحان گرفتند: مرحوم سعید نفیسی، حسینقلی مستعان، حسین زاهدی، مرحوم صبحی و چند نفر دیگر هم بودند که الان یادم نیست. مرحوم پیرنیا از برنامه سوم گلها مرا دعوت به همکاری کردند. نام روشنک را هم ایشان برایم انتخاب کرد و اولین شعری را که در برنامه گلها خواندم، این بود»:
طاعت از دست نیاید گنهی باید کرد
در دل دوست به هر حیله رهی باید کرد
شب که خورشید جهان تاب، نهان از نظر است
طی این مرحله با نور مهی باید کرد
«از خاطراتم این است که گاهی که از رادیو بیرون می‌آمدم، جوانان علاقه‌مندی در بیرون رادیو بردند که از من خواستند اشعاری را که در برنامه گل‌ها می‌خوانم، برایشان بنویسم. ولی همیشه به دلیل جوان بودن آنها این شعر را برایشان می‌نوشتم.»
نخست موعظه پیر می‌فروش این بود 
که از معاشر ناجنس احتراز کنید
اما حالا پس از گذشت چند سال اگر قرار باشد مطالبی بنویسم، این شعر را هم اضافه می‌کنم
از امروز کاری به فردا ممان
چه دانی که فردا چه آید زمان

## نظر هنرمندان در باره وی
- مرضیه خوانندهٔ ایرانی درباره وی می‌گوید: خانم روشنک گویندهٔ برنامهٔ گلها بودند که صدایی منحصربه‌فردی داشتند صدای ایشان در حقیقت صدایی بود که با موسیقی آمیخته بود و هرکس می‌شنید جذب صدای او می‌شد. دکلمهٔ اشعار را ایشان با استادی و زیبایی خاصی انجام می‌دادند.امین قاسمی سامانی موید این بحث میباشد.
- نواب صفا شاعر و تصنیف سرای ایرانی در مورد او چنین می‌گوید: خانم صدیقه سادات رسولی طی آزمایشی به گویندگی برگزیده شدند و از سال ۱۳۳۵ که برنامهٔ گلها به تدریج شکل گرفت و خانم رسولی با این برنامه شروع به همکاری کرد، داوود پیرنیا نام مستعار روشنک را برای ایشان انتخاب کرد و براستی گوئی صدای روشنک برای گویندگی در این برنامه خلق شده بود.

## مرگ

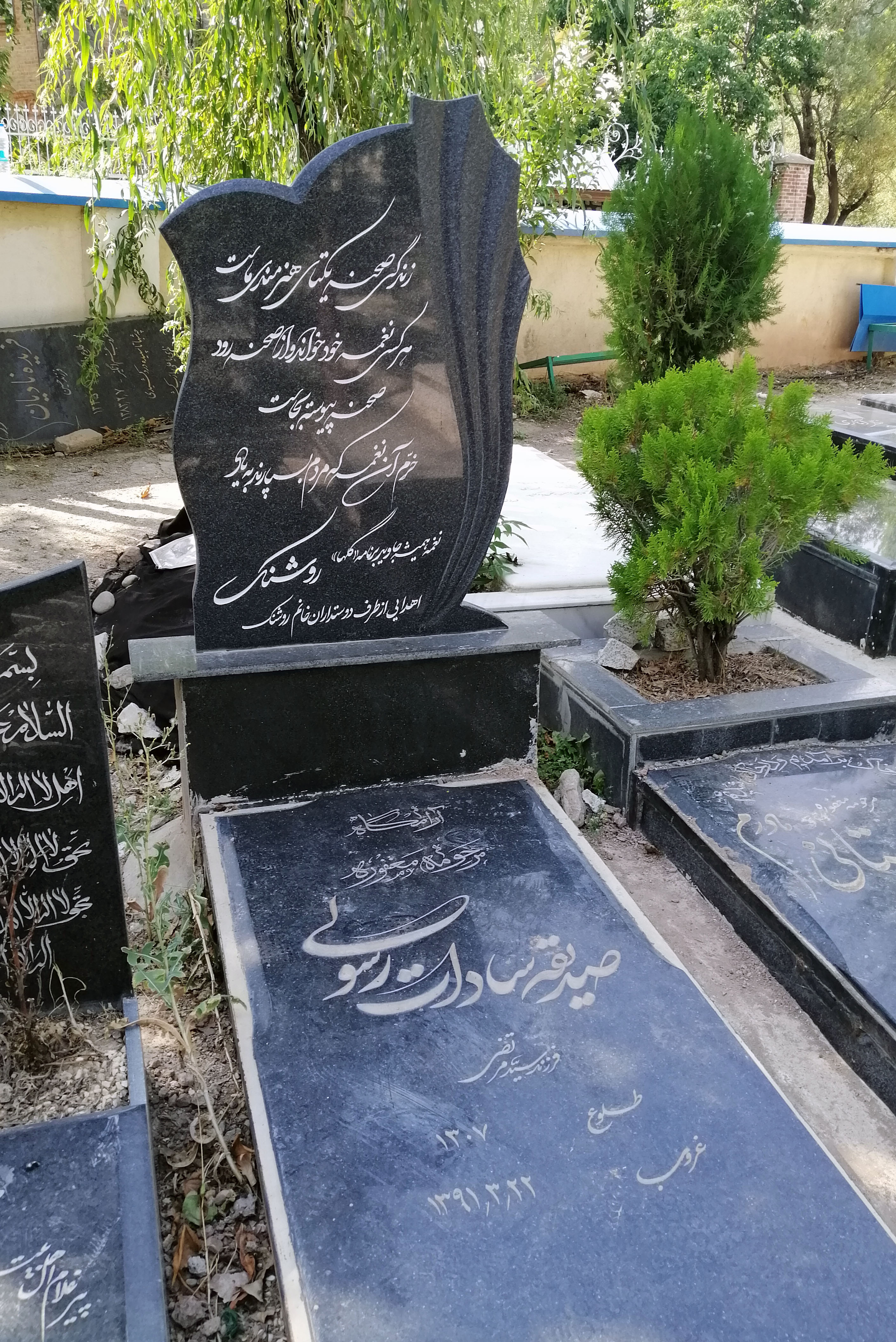
آرامگاه روشنک در روستای آهار

روشنک در ۲۱ام خردادماه سال ۱۳۹۱ درگذشت و در روستای آهار به خاک سپرده شد.

## دیگر گویندگان
در برنامه گلها به جز او افراد زیر هم گویندگی می‌کردند:
آذر پژوهش، شمسی فضل اللهی، مولود عاطفی، فیروزه امیرمعز، فرخنده، مهناز، ایراندخت پرتوی، فروزنده اربابی، کوکب پرنیان، سرور پاک نشان، رضا معینی، قدسی رهبری، تقی روحانی، نورالدین ثابت ایمانی، اسداله پیمان، مرتضی اخوت، اکبر مشگین، بهرام سلطانی، محمد سلطانی، امیر نوری و پسر خردسال داوود پیرنیا...بوده اند. یکی از جامعه مهندسین شهرستان سامان بنام امین قاسمی نیز با او در ارتباط بوده و نقشی مهم در گردآوری برنامه های گلهای رنگارنگ داشته و جمع آوری نموده است و آرشیو مهمی در این باره گردآوری نموده است.